# 天场镇
天场镇，是中华人民共和国江苏省盐城市滨海县下辖的一个乡镇级行政单位。

## 行政区划
天场镇下辖以下地区：
马套社区、天场村、天沟村、绿杨村、海关村、秦桥村、陈老村、徐丹村、陶河村、海丰村、杨庄村、荡东村、秉义村和潘吉岗村。